# Lea Ambrosius
Lea Ambrosius (* 22. Mai 2000 in Bernburg) ist eine deutsche Volleyballspielerin. Die Mittelblockerin wurde in Schwerin ausgebildet und gehört seit 2018 zur Bundesliga-Mannschaft des SSC Palmberg Schwerin, mit der sie dreimal den DVV-Pokal gewann.

## Karriere
Ambrosius hatte nur in der Schule Volleyball gespielt, als sie 2015 nach Schwerin zum Probetraining kam. Mit dem Nachwuchsteam VC Olympia Schwerin spielte sie bis 2019 in der Zweiten Liga Nord. Mit den deutschen Juniorinnen nahm sie 2017 an der Weltmeisterschaft in Argentinien und 2018 an der Europameisterschaft in Albanien teil. In der Saison 2018/19 kam sie mit einem Doppelspielrecht erstmals in der Bundesliga-Mannschaft des SSC Palmberg Schwerin zum Einsatz. Sie gehörte damit zu der Mannschaft, die den DVV-Pokal gewann und deutscher Vizemeister wurde. Im DVV-Pokal 2019/20 kam sie mit dem Verein ins Halbfinale. Als die Bundesliga-Saison kurz vor den Playoffs abgebrochen wurde, stand Schwerin auf dem ersten Tabellenplatz. Auch seit der Saison 2020/21 spielt Ambrosius für Schwerin und gewann hier 2021 und 2023 erneut den DVV-Pokal.
Zur Saison 2025/26 wechselt sie zu den Ladies in Black Aachen.